# Кривий Пут
45°02′ пн. ш. 14°58′ сх. д. / 45.03° пн. ш. 14.96° сх. д.
Кривий Пут (хорв. Krivi Put) — населений пункт у Хорватії, у Лицько-Сенській жупанії у складі міста Сень.

## Населення
Населення за даними перепису 2011 року становило 33 осіб.
Динаміка чисельності населення поселення:

## Клімат
Середня річна температура становить 7,90 °C, середня максимальна – 20,43 °C, а середня мінімальна – -5,35 °C. Середня річна кількість опадів – 1507 мм.
| Клімат поселення                              | Клімат поселення | Клімат поселення | Клімат поселення | Клімат поселення | Клімат поселення | Клімат поселення | Клімат поселення | Клімат поселення | Клімат поселення | Клімат поселення | Клімат поселення | Клімат поселення | Клімат поселення |
| Показник                                      | Січ.             | Лют.             | Бер.             | Квіт.            | Трав.            | Черв.            | Лип.             | Серп.            | Вер.             | Жовт.            | Лист.            | Груд.            |                  |
| Середній максимум, °C                         | 5,12             | 5,61             | 7,81             | 11,75            | 16,38            | 19,91            | 20,43            | 20,32            | 16,30            | 12,14            | 7,18             | 4,24             |                  |
| Середня температура, °C                       | −0,11            | 0,37             | 2,56             | 6,51             | 11,14            | 14,68            | 16,93            | 16,82            | 12,80            | 8,64             | 3,70             | 0,74             |                  |
| Середній мінімум, °C                          | −5,35            | −4,85            | −2,66            | 1,27             | 5,91             | 9,44             | 13,43            | 13,32            | 9,31             | 5,14             | 0,19             | −2,74            |                  |
| Норма опадів, мм                              | 105              | 106              | 116              | 126              | 108              | 118              | 79               | 101              | 141              | 172              | 188              | 147              |                  |
| Середньомісячна швидкість вітру, м/с          | 3.68             | 3.78             | 3.78             | 3.48             | 3.18             | 2.99             | 2.88             | 2.93             | 3.18             | 3.54             | 3.94             | 4.04             |                  |
| Середньомісячна сонячна радіація, кДж/м²·день | 4347             | 7101             | 10369            | 14927            | 19174            | 20799            | 22620            | 19141            | 14024            | 9033             | 4754             | 3615             |                  |
| --------------------------------------------- | ---------------- | ---------------- | ---------------- | ---------------- | ---------------- | ---------------- | ---------------- | ---------------- | ---------------- | ---------------- | ---------------- | ---------------- | ---------------- |
| Джерело:                                      |                  |                  |                  |                  |                  |                  |                  |                  |                  |                  |                  |                  |                  |